# Querum
Querum ist ein Stadtteil im Nordosten von Braunschweig in Niedersachsen mit etwa 6000 Einwohnern. Er liegt nahe dem Bach Wabe und dem Fluss Schunter im Stadtbezirk 112 – Wabe-Schunter-Beberbach. Östlich von Querum, in der Schunterniederung, liegt der Borwall, ein wiederhergestellter Burghügel einer mittelalterlichen Turmhügelburg.

## Geographie
Querum liegt etwa 4 km nordöstlich des Stadtzentrums von Braunschweig. Der Ort ist durch die Schunter in einen nördlichen und südlichen Ortsteil geteilt. Das nördliche Siedlungsgebiet ist von reinen Wohngebieten mit Einfamilienhausbebauung geprägt. Der südliche Teil umfasst den eigentlichen Ortskern mit einem Nahversorgungszentrum und Marktplatz (Westfalenplatz). Die Wohnbebauung im Ortskern ist eine Mischung von Einfamilienhäusern und Geschossbauten. Zwischen dem nördlichen und südlichen Ortsteil liegt die 300 bis 500 m breite Schunterniederung mit ihren Überschwemmungsgebieten.
Die nördlichen Siedlungsgebiete Querums grenzen an den Querumer Forst, während im Osten die Schunterniederung die natürliche Ortsgrenze bildet. Im Süden grenzt Querum an den städtisch geprägten Stadtteil Gliesmarode. Im Westen liegt mit der 200 bis 400 m breiten Wabeniederung eine weitere, bislang auf über 2 km Länge nicht durchkreuzte natürliche Barriere. Hinter dieser schließen sich die Ortsteile Schuntersiedlung, Siegfriedviertel und der TU Campus Ost an, welche jedoch nur mit Fuß- und Fahrradwegen mit Querum verbunden sind.
Aufgrund der naturräumlichen Lage entwickelte sich der Siedlungskörper in Ost-West-Richtung, während er nur in Nord-Süd-Richtung an das Verkehrsnetz angeschlossen ist.

## Geschichte

### Name und Entstehungsgeschichte

Querum 1899

Die Ansiedlung Querum wurde erstmals im Jahre 1148 (als „Querenhem“) urkundlich erwähnt; ihre Namensherkunft ist nicht eindeutig bestimmbar. Da die altgermanische Handmühle „Quirn“ oder „Quern“ genannt wurde, könnte man den ursprünglichen Dorfnamen „Quernhem“ als „Mühlenheim“ oder „Mühlendorf“ deuten. Wahrscheinlich gab es in der Ansiedlung an der Schunter eine oder mehrere Wassermühlen. Querum ist aus zwei Siedlungskernen entstanden, von denen einer als „Monnekenquernem“ 1307 urkundlich erwähnt wird. Der Name „Monneken“ (Mönche) deutet darauf hin, dass er zu einer Abtei gehörte. Dieses Kloster hatte im Jahre 1161 fünf Hufen (a 30 Morgen) Landes von Herzog Heinrich dem Löwen erworben. Die zweite Ansiedlung „Dorpquernem“ wird im Jahre 1324 als „villa deserta“ erwähnt, also aufgegebenes oder verwüstetes Dorf. Zwischen 1318 und 1324 gingen diese Flächen ebenfalls in den Grundbesitz des Klosters über. Im 14. Jahrhundert wurden sie erneut besiedelt.

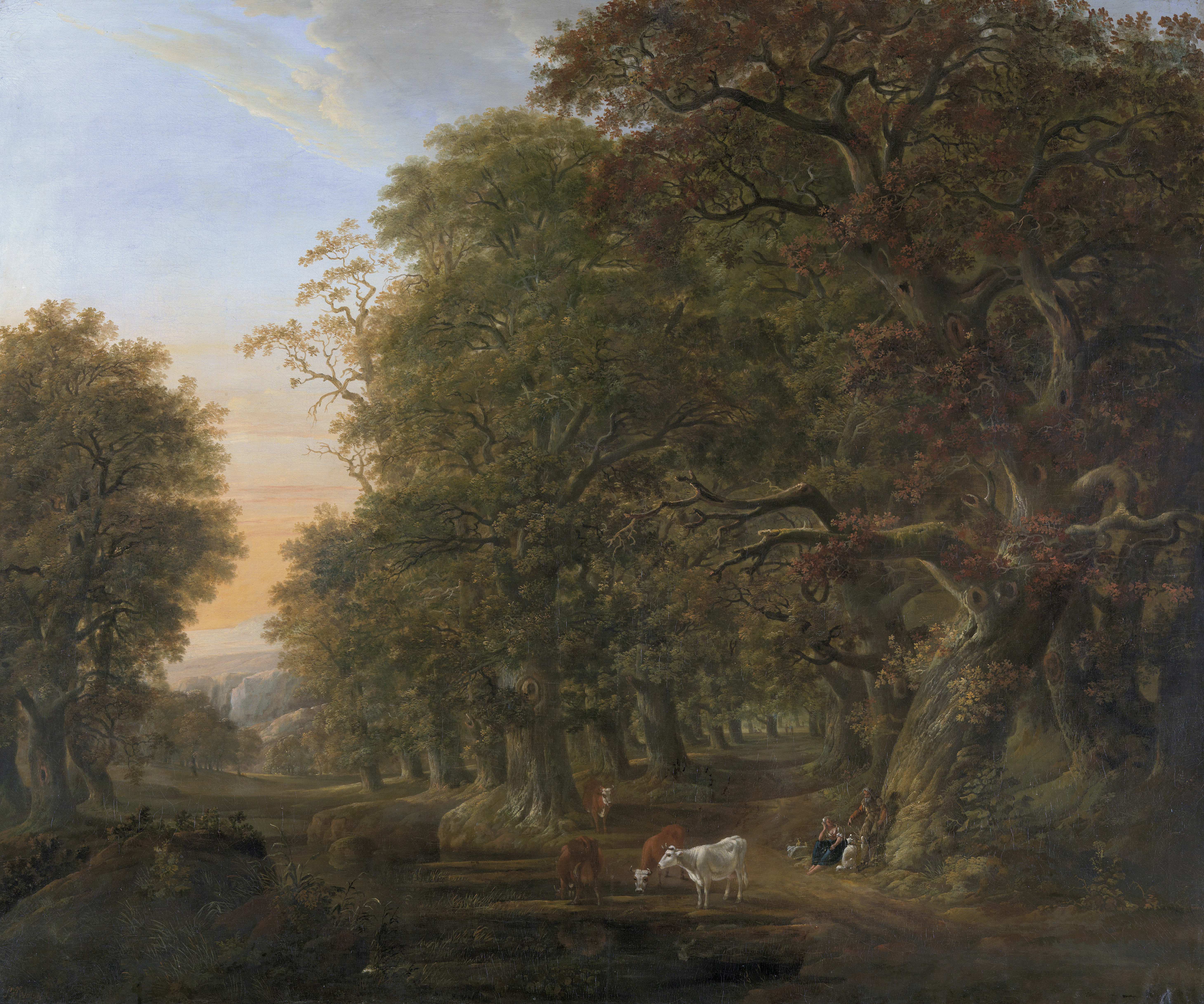
Motiv aus dem Querumer Eichenwald,
Gemälde von Pascha Johann Friedrich Weitsch, 1792.

Zweimal gab es verheerende Brandkatastrophen in Querum. Im Jahre 1493 brannte es vollständig nieder und 1736 fast komplett. Querum wurde 1934 in die Stadt Braunschweig eingemeindet, der Bereich Querumer Forst erst im Jahre 1974.

### Wüstung Everikesbutli
Die in der Weiheurkunde der Magni-Kirche von 1031 erwähnte Wüstung Everikesbutli lag, nach Bornstedt, im Bereich des heutigen Stadtteils nördlich der Schunter an der Kreuzung der Bahnlinie mit dem Wöhrdenweg. Die Entstehung des Ortes wird zwischen 500 und 800 geschätzt. Zum Dorf könnte eine Wassermühle gehört haben. Wüst fiel die Siedlung im 14. Jahrhundert.

### Entwicklung im 19. und 20. Jahrhundert
Noch Mitte des 19. Jahrhunderts lebten lediglich 348 Menschen in Querum. Bis zur Eingemeindung in die Stadt Braunschweig 1934 auf stieg die Einwohnerzahl auf 1.558. In den folgenden Jahrzehnten setzte die eigentliche dynamischen Entwicklung des Ortes ein, die ihm sein heutiges Gesicht verleiht. Die Siedlung „Im Fischerkamp“ entstand 1934 südlich des alten Ortskerns an der Köterei und wurde 1957 erweitert. Ebenfalls noch in den 30er Jahren entstanden Teile der Siedlung „Am Forst“ (1934). In den 50er Jahren erfolgte der Bau des heutigen Ortskerns um den Westfalenplatz (1955) in Geschosswohnungsbauten, außerdem entstanden die Siedlungen „Margarethenhöhe“ (1957) und „Blumenviertel“ (1959) im Stile von Einfamilienhaussiedlungen. Die Siedlung am Forst wurde 1963 um den Bereich „Im Gettelhagen“ und 1966 um den Bereich „Im Ziegenförth“ erweitert. Diese Ortsteile wurden erst 1974 in die Stadt Braunschweig eingemeindet.
Mit diesen Entwicklungen hatte der Ort sein heutiges Erscheinungsbild eines in zwei Hälften geteilten Ortes erhalten.

### 21. Jahrhundert
Nach einer Phase der Konsolidierung wuchs der Ortsteil Querum weiter. Im Rahmen von Nachverdichtungsmaßnahmen entstanden einige Wohnhäuser an der Bevenroder Straße, außerdem entstand ein kleines Neubaugebiet im Osten des Ortes („Im Schuntertal“, ca. 23 Einfamilienhäuser). Mit der Erweiterung der Siedlung „Im Holzmoor“ um mehr als 100 Ein- und Doppelhäuser, sowie einer begrenzten Anzahl an Mehrfamilienhäusern entstand auch im Süden des Ortsteils ein Nahversorgungszentrum mit Supermarkt, Apotheke und Ärztehaus.
Mit den Baugebieten „Im Holzmoor Nord“ und „Dibbesdorfer Straße Süd“ steht eine neuerliche deutliche Erweiterung Querums bevor. Es sind weitere 650 bzw. 158 Wohnungen in Ein- und Mehrfamilienhäusern vorgesehen. Damit einhergehend würde der Ort um weitere 20 % wachsen.

## Wirtschaft und Infrastruktur

### Bildung
Querum hat mehrere Kinderbetreuungseinrichtungen:
- Städtische Kindertagesstätte Querum
- Kindertagesstätte St. Marien
- Kinderkrippe „Waldmäuse im Sauseschritt“

Schulen
- Grundschule Querum
- Integrierte Gesamtschule Querum

### Kirchengemeinden
Ev.-luth. Kirchengemeinde St. Lukas
Am 11. November 1962 wurde die St.-Lukas-Kirche feierlich eingeweiht, nachdem 1960 mit ihrem Bau begonnen wurde. Sie ist benannt nach Lukas (Evangelist). Für den damals einmaligen Baustil wurde der gesamte Komplex im Eichhahnweg 27 (Kirche, Gemeindehaus und Küsterwohnung) mit dem Peter-Joseph-Krahe-Preis, dem Architekturpreis der Stadt Braunschweig, ausgezeichnet.
Somit ist der Erbauer der Alten Dorfkirche von 1863/64 (Hinter der Kirche 3) der Namensgeber für den Preis der St.-Lukas-Kirche.
Katholische Kirchengemeinde St. Marien
Die St.-Marien-Kirche wurde 1962/63 erbaut (Köterei 3). Ihre gleichnamige Pfarrgemeinde gehört zum Dekanat Braunschweig im Bistum Hildesheim. Bereits 1940 wurde in Querum eine katholische Notkirche durch Umbau eines profanen Gebäudes eingerichtet, sie wurde wegen Baufälligkeit durch die heutige St.-Marien-Kirche ersetzt. Seit 2006 gehören zur Pfarrgemeinde St. Marien auch die katholischen Kirchen in Hondelage und Wendhausen. Neben der Kirche befindet sich die katholische Kindertagesstätte St. Marien.
Evangelische Freikirche Querum
Die Evangelische Freikirche Querum befindet sich am Westfalenplatz 8 und gehört zum Freikirchlichen Bund der Gemeinde Gottes.

## Verkehr
Allgemeine Erreichbarkeit
Querum wird verkehrstechnisch über die in Nord-Süd-Richtung verlaufende Bevenroder Straße, die auch als Zubringer an die A2 dient, erschlossen. Verbindungen in Ost-West-Richtung existieren nur nördlich und südlich des Ortes. Dadurch ist Querum von den westlich liegenden Stadtteilen und Infrastruktureinrichtungen durch eine ca. 2,4 km lange Lücke im Straßennetz abgeschnitten. Frühere Planungen sahen einen Lückenschluss durch die Verlängerung der der Autobahn A392 von der Hamburger Straße durch den Süden des Ortes bis zur Anschlussstelle Braunschweig Ost vor. Planungen für einen Autobahn- oder Straßenanschluss wurden mittlerweile verworfen. Planungen die Lücke über eine Verlängerung der Straßenbahn zu überbrücken bestehen, sind aber aufgrund von Protesten einiger direkter Anwohner zurückgestellt.
Der Ortsteil ist über die Anschlussstelle Braunschweig-Flughafen an die nördlich von Querum verlaufende A2 angeschlossen.
 Busverkehr 
Querum ist über die Buslinien 413 und 433 welche von der Braunschweiger Verkehrs-GmbH bedient werden an den ÖPNV angeschlossen. In nördlicher und östlicher Richtung werden der Flughafen und Hondelage bedient. In Südlicher Richtung ist Querum mit der Gliesmarode, Riddagshausen, den östlichen, nördlichen und westlichen Ringgebieten, sowie der Innenstadt verbunden. Die westlich von Querum liegenden Wohn- und Gewerbegebiete können sowohl im ÖPNV als auch im Individualverkehr nur über große Umwege erreicht werden.
Aufgrund der für eine ÖPNV-Anbindung ungünstigen Siedlungsstruktur betragen die Wege zu Haltestellen auch im Ortskern noch bis zu 700 m.
Schienenverkehr

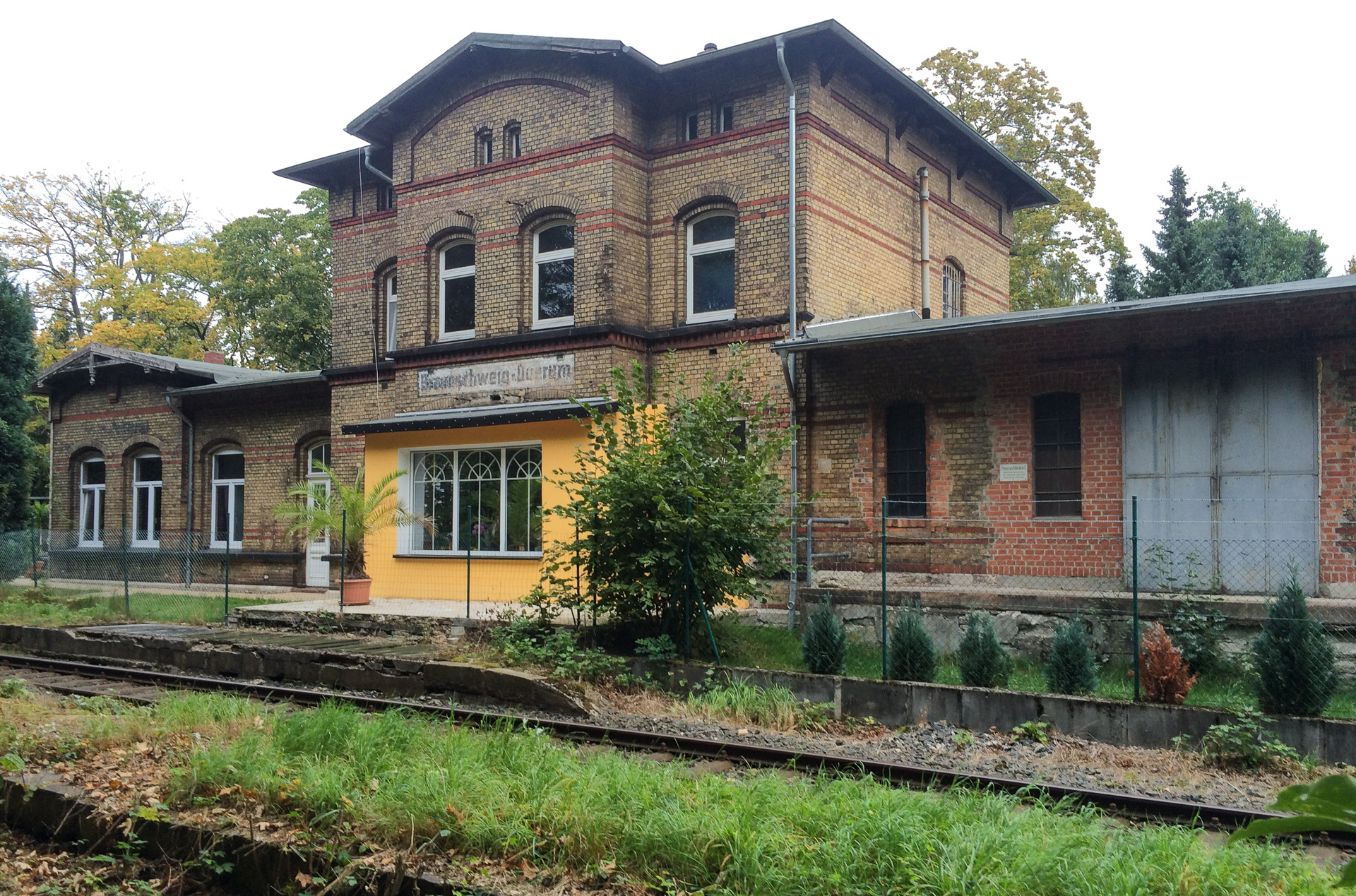
Der ehemalige Bahnhof Querum an der Forststraße

Querum liegt an der Bahnstrecke Braunschweig-Wieren die westlich des Ortskernes vorbeiführt und im Stundentakt mit zwischen Braunschweig und Uelzen fahrenden Zügen bedient wird. Bis 1976 hielten Züge am nordwestlich des Ortes gelegenen Bahnhofs Braunschweig-Querum.
Ebenfalls bis 1976 wurde der direkt südlich an Querum angrenzende Bahnhof Braunschweig-Ost auf der Schuntertalbahn mit Verbindungen nach Wolfsburg bedient.
Im Zuge der Planungen der RegioStadtBahn Braunschweig waren mit Braunschweig-Querum-Pepperstieg (westlich des Ortskerns in der Wabe Niederung) und Braunschweig-Querum-Forststraße zwei Haltepunkte an der Bahnstrecke Braunschweig-Wieren (Strecke nach Gifhorn/Uelzen) vorgesehen. Das Konzept RegioStadtBahn Braunschweig wurde 2010 verworfen, womit auch die Planungen für die beiden Haltepunkte in Querum hinfällig wurden.
Straßenbahn
Im Rahmen von Planungen für einen Straßenbahnausbau wird die Anbindung Querums über die sogenannte Campusbahn auf der Ost-West-Achse erwogen, die für eine Entlastung der stark frequentierten Bevenroder Straße und die Verbindung zur TU Braunschweig sorgen soll. Derartige Planungen stießen auf starken Widerstand bei einigen direkt betroffenen Anwohnern und Naturschützern, da für Anbindung Querums eine Brücke durch ein Landschaftsschutzgebiet gebaut werden müsste. Trotz eines prognostizierten verkehrstechnischen Vorteils der Anbindung auf der Ost-West-Achse, werden die Planungen für eine Anbindung Querums an das Straßenbahnnetz nun über die stark belastete Bevenroder Straße auf der Nord-Süd-Achse fortgesetzt.

## Sport
Der in Querum ansässige Schützenverein Querum ist vor allem im Bogenschießen erfolgreich. Aktuell gehört der Verein der 1. Bundesliga Bogenschießen an und konnte in den Jahren 2012 und 2013 die Deutsche Mannschaftsmeisterschaft gewinnen.

## Persönlichkeiten
- Friedrich August Wiedeburg (1751–1815), Hochschullehrer und Direktor des Pädagogiums in Helmstedt
- Heinrich Wasmuß (1865–1943), Landwirt, Politiker (DDP) und Abgeordneter des Provinziallandtages der Provinz Hessen-Nassau

## Wappen
Das Wappen ist vertikal in zwei Hälften gespalten und zeigt ein ebenso geteiltes Mühlrad in den Farben Gold-Grün auf einem grün-goldenen Feld.
Das Mühlrad gibt „selbstredend“ den Namensteil „Quern“ wieder. Die Zweiteilung des Schildes symbolisiert die beiden frühen Siedlungsstellen, aus denen Querum entstand. Das Gold wurde vom Wappen des Klosters Riddagshausen übernommen um die enge Beziehung anzuzeigen, die einige Jahrhunderte währte. Das Grün steht sowohl für das eins wüste Dorf „Dorpquernem“ als auch für die bedeutende Schafzucht in diesem Gebiet.
Arnold Rabbow hat das Wappen entworfen, es wurde am 29. August 1980 von den Körperschaften und Vereinen des Stadtteils angenommen.